# Werner Porstmann
Werner Porstmann (* 22. Februar 1921 in Geyersdorf, Erzgebirge; † 5. April 1982 in Ost-Berlin) war ein deutscher Radiologe. Er war an der Charité der Humboldt-Universität zu Berlin tätig und zählte zu den Pionieren der Interventionellen Radiologie und Interventionellen Kardiologie.

## Leben und Wirken
Porstmann studierte Medizin in Leipzig, Marburg und Greifswald (1939–1946). Nach seiner ersten ärztlichen Tätigkeit im Krankenhaus in Annaberg-Buchholz (1946–1949) wandte er sich zunächst der Inneren Medizin (M. Bürger) am Universitätsklinikum Leipzig zu und wechselte danach 1953 zur radiologischen Facharztausbildung in die Radiologie (F. Gietzel) der Charité. Nach seiner radiologischen Facharztanerkennung und Habilitation (1961) baute er dort ab 1965 als Professor eine Spezialabteilung für kardiovaskuläre Diagnostik auf, die 1964 selbständig wurde. 1981 wurde er Direktor des neu geschaffenen Instituts für kardiovaskuläre Diagnostik an der Charité.
Werner Porstmann begann mit der Linksherzkatheterisierung 1957 und führte die erste Koronarangiographie 1959 durch, danach die erste Vertebralisangiographie. Seit 1964 widmete er sich der Diagnostik angeborener Herzerkrankungen bei Kindern. Die Entwicklung der perkutanen Behandlung des offenen Ductus arteriosus Botalli im Jahr 1967 zählt zu seinen Leistungen.
Angeregt durch die Technik der „Gefäßbougierung“ („Dotterung“) von Charles Dotter (1964) gelang ihm 1973 mit Hilfe eines „Korsett-Ballons“ die erste periphere Ballonangioplastie; eine Technik, der Andreas Grüntzig kurz danach mit einem neuartigen form- und druckstabilen Ballon eine neue und endgültige Grundlage für die Behandlung von Gefäßstenosen und -verschlüssen gab (1974). Zur gleichen Zeit war Eberhard Zeitler Vorreiter der Dotter-Technik in der Bundesrepublik Deutschland. W. Porstmann wird auch die erste Embolisation bei pulmonalen AV-Fisteln zugeschrieben.
Porstmann gründete 1967 die Arbeitsgemeinschaft für kardiovaskuläre Röntgendiagnostik in der Gesellschaft für Medizinische Radiologie der ehemaligen DDR. Er war Mitglied des Redaktionskomitees der DDR-Zeitschrift Medizintechnik und Herausgeber der Zeitschrift Radiologica diagnostica der Gesellschaft für Medizinische Radiologie der DDR, weiterhin Mitherausgeber der Zeitschrift European Journal of Radiology.

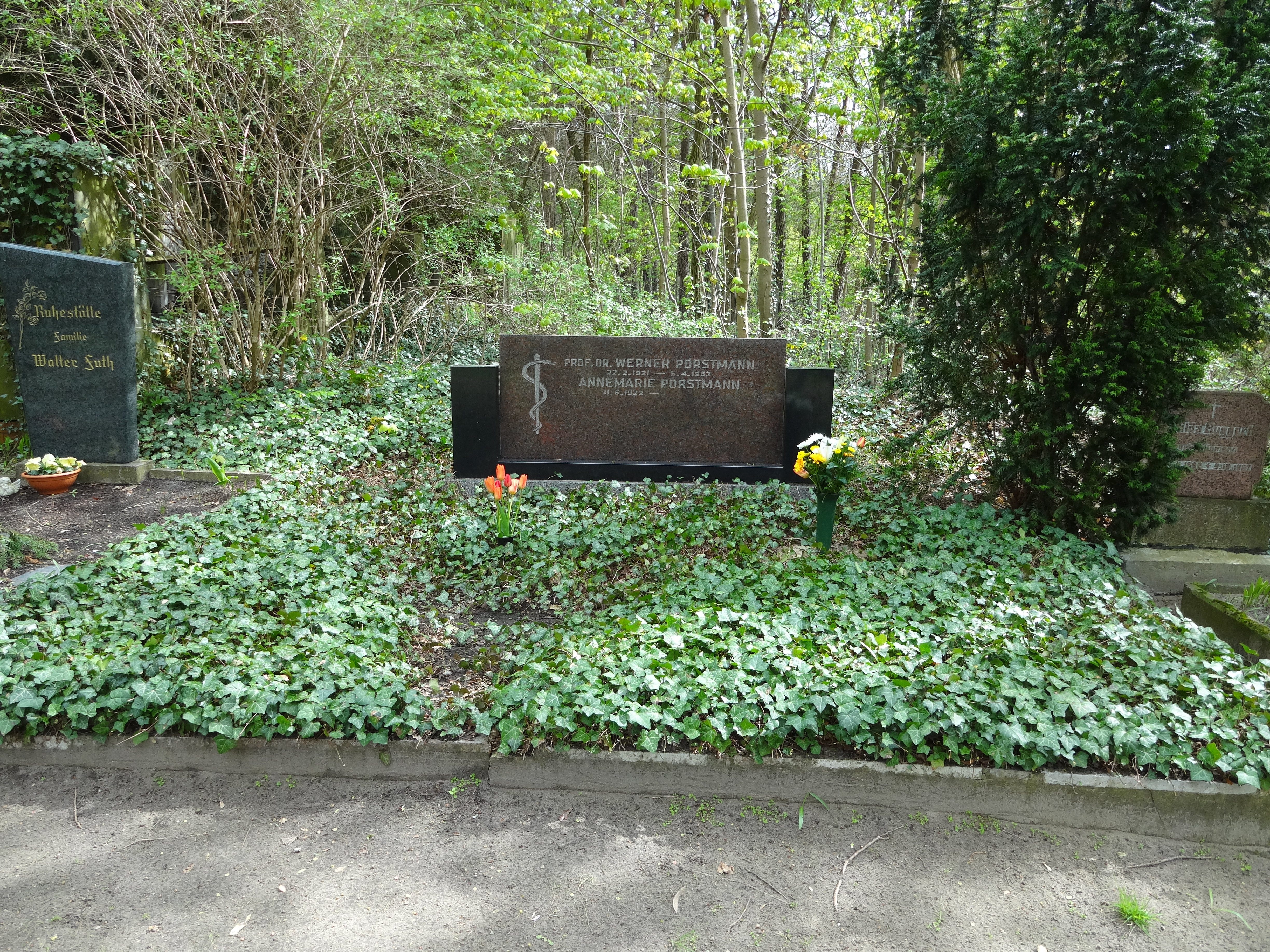
Grabstätte

Porstmann ist auf dem Friedhof in Dolgenbrodt (Gemeinde Heidesee) bestattet.

## Ehrungen
Werner Porstmann wurde 1971 zum korrespondierenden Mitglied der Deutschen Röntgengesellschaft ernannt und erhielt Ehrenmitgliedschaften radiologischer und kardiologischer Gesellschaften (tschechoslowakische, slowakische und polnische Gesellschaft für Radiologie, Gesellschaft für Kardiologie und Angiologie der DDR). Er war Mitglied der Deutschen Akademie der Naturforscher Leopoldina und korrespondierendes Mitglied der Deutschen Akademie der Wissenschaften zu Berlin.
Seine wissenschaftlichen Leistungen wurden durch hohe staatliche Auszeichnungen gewürdigt wie den Nationalpreis der DDR 1969 und 1979, Orden Banner der Arbeit, die Verdienstmedaille der DDR und den Virchow-Preis. Posthum wurde er 1987 mit dem A.-Grüntzig-Preis der European Society of Cardiology ausgezeichnet.
Die Gesellschaft für Kardiologie und Angiologie der DDR schuf nach seinem Tod einen Porstmann-Preis. Die Deutsche Röntgengesellschaft ehrte sein Andenken durch ein Stipendium, fortgeführt von der Deutschen Gesellschaft für Interventionelle Radiologie und minimalinvasive Therapie (DeGIR) sowie seit 2008 durch einen Porstmann-Preis.

## Schriften (Auswahl)
Werner Porstmann ist Autor und Mitautor zahlreicher wissenschaftlicher Veröffentlichungen über Katheterdiagnostik von Herz-Kreislauferkrankungen und über Interventionsradiologie. Unter seiner Federführung entstand eine Vielzahl von Publikationen.
- mit W. Geißler und W. Wolf: Die retrograde Lävokardiographie in Verbindung mit der intrakardialen Druckmessung. In: Fortschritte auf dem Gebiete der Röntgenstrahlen und der Nuklearmedizin. Okt. 1958, 89(4), S. 397–409.
- mit L. Wierny und H. Warnke: Der Verschluss des D. arteriosus persistens ohne Thorakotomie. In: Radiologia diagnostica. 1968; 9(2), S. 168–169.
- mit L. Wierny: Intravasale Rekanalisation inoperabler arterieller Obliterationen. In: Zentralblatt für Chirurgie. 1967; 92(26a) Pt 2, S. 1586–1591.
- Ein neuer Korsett-Ballonkatheter zur transluminalen Rekanalisation nach Dotter unter besonderer Berücksichtigung von Obliterationen an den Beckenarterien. In: Radiologia diagnostica. 1973; 14(2), S. 239–244.
- mit L. Wierny und R. Plass: Long-term results in 100 consecutive patients treated by transluminal angioplasty. In: Radiology. Sept. 1974, 112(3), S. 543–548.
- mit K. Hieronymi, L. Wierny und H. Warnke: Nonsurgical closure of oversized patent ductus arteriosus with pulmonary hypertension: Report of a case. In: Circulation. v50 n2 (19740801), S. 376–381.
- Therapeutic embolization of arteriovenous pulmonary fistulas by catheter technique. In: O. Eklöf: Current Concepts in Pediatric Radiology. Springer-Verlag, Berlin u. a. 1977, ISBN 3-540-08279-4.
- mit R. A. Parsi: Behandlung zentraler Koronarstenosen durch PTKA mit Ballonkathetern. In: Medizin aktuell. 1979.